# エミール・オージエ
エミール・オージエ(Émile Augier 1820年9月17日 – 1889年10月25日)は、フランスの劇作家。

## 生涯
オージエは1820年9月17日にフランスのドローム県ヴァランスで生まれた。ブルジョワ階級出身であった。祖父は18世紀の著作家ピゴー・ルブランである。オージエはアンリ4世校に通った。やがてオージエは戯曲を書き始めた。そして1844年に発表された戯曲「La Ciguë」は、はじめ上演をコメディ・フランセーズで拒まれたが、しかしながら最終的にオデオン座で上演された。それ以降多くの戯曲が上演されるようになっていった。
1849年の「Gabrielle」、1854年の「Le Gendre de M. Poirier」、1855年の「Mariage d'Olympe」、1860年の「L'Aventurière」といった戯曲は特に評判を集めた名作であった。オージエはジュール・サンドーやウジェーヌ・マラン・ラビッシュとの共作が多かったのも特徴である。
オージエが書いた戯曲における作風はロマン主義的傾向を拒絶したものであり、写実的であった。またオージエはブルジョワジーを肯定的に表現した。
オージエは1857年にアカデミー・フランセーズ会員に選出された。それからレジオンドヌール勲章グラントフィシエを受勲した。
フランスのクロワシー＝シュール＝セーヌで死去した。

## 戯曲
- La Ciguë 1844
- Un Homme de bien 1845
- L'Habit vert 1849
- Gabrielle 1849
- La Chasse au roman 1851
- Sapho 1851
- Diane 1852
- Les Méprises de l'amour 1852
- Philiberte 1853
- La Pierre de touche, 1853
- Le Gendre de M. Poirier 1854
- Ceinture dorée, 1855
- Le Mariage d'Olympe 1855
- La Jeunesse 1858
- Les Lionnes pauvres 1858
- Un beau mariage 1859
- L'Aventurière 1860
- Les Effrontés 1861
- Les Fils de Giboyer 1862
- Maître Guérin 1864
- La Contagion 1866
- Paul Forestier 1868
- Le Post-Scriptum 1869
- Lions et Renards 1869
- Jean de Thommeray 1873
- Madame Caverlet 1876
- Le Prix Martin 1876
- Les Fourchambault 1878